# Salix breweri
Salix breweri — вид квіткових рослин із родини вербових (Salicaceae).

## Морфологічна характеристика
Це кущ 1–4 метри заввишки. Гілки жовто-бурі чи червоно-бурі, не чи слабо сизі, рідко чи густо-запушені; гілочки від жовтувато до жовто-коричневого кольору, щільно-оксамитові, довго-шовковисті чи шерстисті. Листки на 3–7 мм ніжках; найбільша листкова пластина 58–144 × 11–30 мм, дуже вузько-еліптична чи зворотно-ланцетна; краї злегка звивисті, цільні, неправильно зазубрені, зубчасті чи хвилясті; верхівка опукла, гостра чи загострена; абаксіальна поверхня (низ) сиза (іноді прихована волосками), від рідкого до густого волокнистого або шерстиста; адаксіальна — злегка блискуча чи тьмяна, розріджено запушена чи ворсинчаста; молода пластинка червонувато- чи жовтувато-зелена, густо-довго-шовковиста абаксіально, волоски білі чи сірі. Сережки квітнуть до появи листя; тичинкові 12–47 × 7–12 мм; маточкові 19–59 (80 у плоді) × 5–10 мм. Коробочка 4–6 мм.

## Середовище проживання
Ендемік Каліфорнії. Населяє береги струмків, кам'янисті або гравійні субстрати, серпантинні ґрунти; 300–1300 метрів.